# 김흥현
김흥현(광둥어: 金興賢, 월병: Gam1 hing1 jin4, 1944년 ~ )은 중국에서 출생했고 홍콩으로 건너서 영화 배우이자 영화 제작자이다.

## 영화 출연작
- 폴리스 스토리 1984년 문경관 역